# Greatest Hits of All Times – Remix '88
Greatest Hits of All Times – Remix '88 är ett remixalbum av Boney M. som producerades av 1988. Albumet innehåller remixversioner på Boney M:s hitlåtar från 1970-talet som Daddy Cool, Ma Baker, Hooray! Hooray! It's A Holi-Holiday och Sunny.
Detta var det sista albumet med samtliga av Boney M:s ursprungliga medlemmar Marcia Barrett, Bobby Farrell, Liz Mitchell och Maizie Williams finns med tillsammans.